# Myandra
Myandra is een geslacht van spinnen uit de  familie van de Prodidomidae.

## Soorten
- Myandra bicincta Simon, 1908
- Myandra cambridgei Simon, 1887
- Myandra myall Platnick & Baehr, 2006
- Myandra tinline Platnick & Baehr, 2006